# Railleu
Railleu (kat.: Ralleu) to miejscowość i gmina we Francji, w regionie Oksytania, w departamencie Pireneje Wschodnie.
Według danych na rok 1990 gminę zamieszkiwało 11 osób, a gęstość zaludnienia wynosiła 1 osób/km² (wśród 1545 gmin Langwedocji-Roussillon Railleu plasuje się na 885. miejscu pod względem liczby ludności, natomiast pod względem powierzchni na miejscu 699.).